# Linh cẩu vằn
Hyaena hyaena là một loài động vật có vú trong họ Hyaenidae, bộ Ăn thịt. Loài này được Linnaeus mô tả năm 1758.

## Hình ảnh

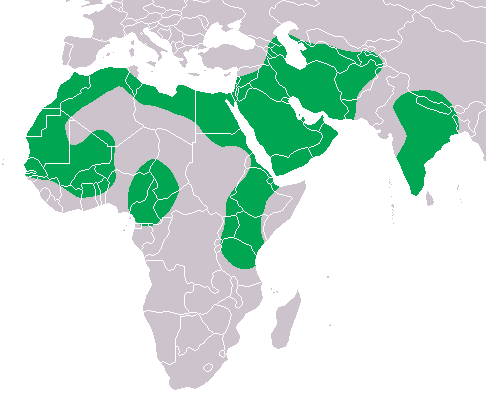
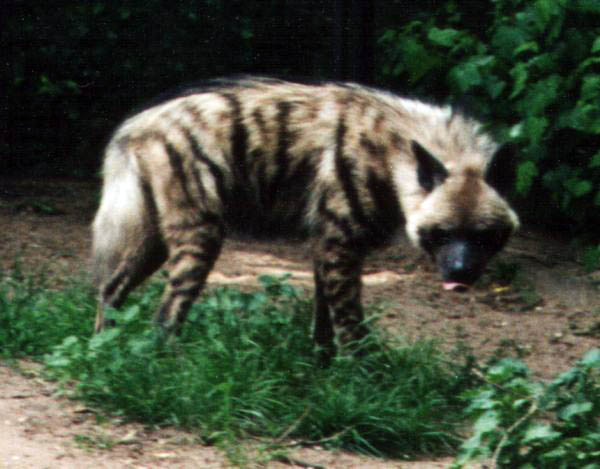
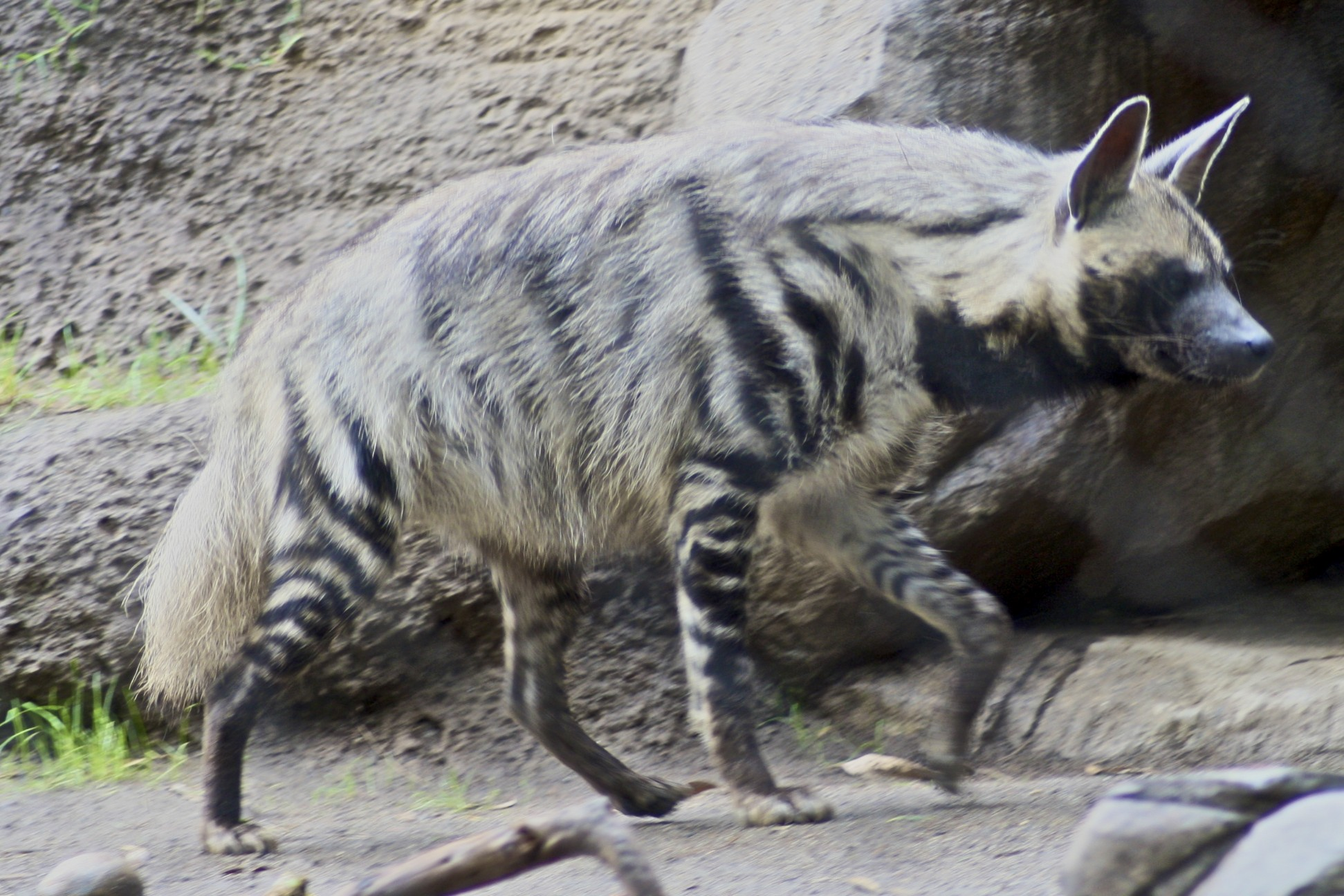
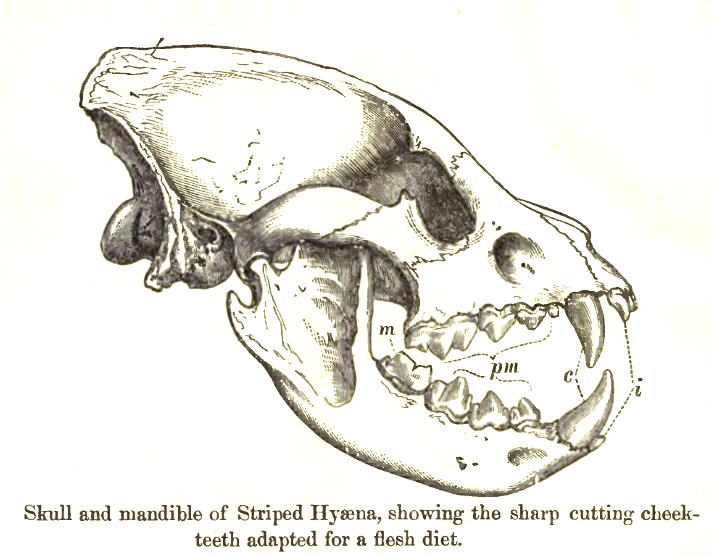